# 青绿薹草
青绿薹草（学名：Carex breviculmis），又名短莖宿柱薹，为莎草科薹草属下的一个植物种。分布在日本、缅甸、俄罗斯、朝鲜、台湾岛、印度以及中国大陆的安徽、福建、陕西、江苏、云南、浙江、四川、河北、贵州、广东、甘肃、湖北、黑龙江、山东、河南、山西、辽宁、吉林、湖南、江西等地，生长于海拔470米至2,300米的地区，多生于路旁、山坡草地以及山谷沟边。

## 别名
青管（植物学大词典）

## 异名
- Carex royleana
- Carex filiculmis
- Carex morrisonicola
- Carex leucochlora
- Carex leucochloa var. petrogena
- Carex breviculmis subsp. royleana
- Carex leucochloa var. filiculmis
- Carex leucochloa f. longearistata
- Carex leucochloa var. longiaristata
- Carex breviculmis subsp. royleana f. longearistata
- Carex breviculmis subsp. royleana f. filiculmis
- Carex leucochlora f. longearistata
- Carex breviculmis f. filiculmis
- Carex breviculmis f. longearistata
- Carex leucochlora var. morrisonicola
- Carex leucochlora var. petrogena
- Carex leucochlora var. longearistata
- Carex leucochlora var. filiculmis

## 变种
- 纤维青薹（学名：Carex breviculmis var. fibrillosa），别名硬短茎宿柱薹（台湾植物志）、纤维青菅（中国植物志[4]），为莎草科薹草属下的一个变种。分布在朝鲜、日本、台湾岛以及中国大陆的陕西、安徽、甘肃等地，常生于路边沙地，目前尚未由人工引种栽培[5]。
- 直蕊薹草（学名：Carex breviculmis var. cupulifera）为莎草科薹草属下的一个变种。台湾岛原产植物[6]。本變種與原變種的區別在於果囊較長，長3.5-4.5毫米。